# Spetsknölvävare
Spetsknölvävare (Hilaira excisa) är en spindelart som först beskrevs av O. Pickard-Cambridge 1871.  Spetsknölvävare ingår i släktet Hilaira och familjen täckvävarspindlar. Arten är reproducerande i Sverige. Inga underarter finns listade i Catalogue of Life.